# Peyraube
Peyraube är en kommun i departementet Hautes-Pyrénées i regionen Occitanien i sydvästra Frankrike. Kommunen ligger i kantonen Tournay som tillhör arrondissementet Tarbes. År 2022 hade Peyraube 170 invånare.

## Befolkningsutveckling
Antalet invånare i kommunen Peyraube
| Referens: INSEE |